# Graham Zusi
Graham Jonathan Zusi (Longwood, Florida, 1986. augusztus 18. –) amerikai válogatott labdarúgó, jelenleg a Sporting Kansas City játékosa.

## Sikerek
Sporting Kansas City
- Lamar Hunt US Open Cup (2): 2012, 2015
- MLS Cup (1): 2013
- MLS Eastern Conference (1): 2013

## Statisztika

### Góljai a válogatottban
|    | Időpont           | Helyszín                                      | Ellenfél   | Gólok | Eredmény | Kiírás                                     |
| -- | ----------------- | --------------------------------------------- | ---------- | ----- | -------- | ------------------------------------------ |
| 1. | 2012. január 25.  | Estadio Rommel Fernández, Panamaváros, Panama | Panama     | 1–0   | 1–0      | barátságos                                 |
| 2. | 2013. október 11. | Sporting Park, Kansas City, USA               | Jamaica    | 1–0   | 2–0      | 2014-es labdarúgó-világbajnokság-selejtező |
| 3. | 2013. október 15. | Estadio Rommel Fernández, Panamaváros, Panama | Panama     | 2–2   | 3–2      | 2014-es labdarúgó-világbajnokság-selejtező |
| 4. | 2016. március 29. | MAPFRE Stadium, Columbus, USA                 | Guatemala  | 3–0   | 4–0      | 2018-as labdarúgó-világbajnokság-selejtező |
| 5. | 2016. június 7.   | Soldier Field, Chicago, USA                   | Costa Rica | 4–0   | 4–0      | 2016-os Copa América                       |

## Fordítás
Ez a szócikk részben vagy egészben  a   Graham Zusi című angol Wikipédia-szócikk fordításán alapul.  Az eredeti cikk szerkesztőit annak laptörténete sorolja fel. Ez a jelzés csupán a megfogalmazás eredetét és a szerzői jogokat jelzi, nem szolgál a cikkben szereplő információk forrásmegjelöléseként.